# 제599수송여단
제599수송여단(599th Transportation Brigade)은 미국 육군 수송대의 지상전개배급사령부 예하 아시아-태평양 지역 화물수송터미널 운영부대이다. 하와이주 윌러 육군 비행장에 본부를 두고, 일본 가나가와현 요코하마시와 오키나와현, 대한민국 부산광역시에 항만관제대대와 괌과 싱가포르에 분견대를 두고, 모든 태평양 내의 군화물선의 기장을 관리하고 컨테이너 하역업무를 맡고 있다. 표어는 "Koa Kokua"

## 역사
1984년 10월 1일, 대한민국 서울특별시에서 극동수송터미널사령부로 창설되었다.
1991년 7월 하와이주 휠러 공군기지으로 이사하였고, 거기에서 태평양 군사교통관리사령부로 재편성되었다.
1997년 10월, 제599수송단 (터미널)으로 재편성되었다.
테러와의 전쟁을 시작으로 2004년 6월과 2007년 11월에 중부사령부의 통제에 따라 서남아시아에 전개하여, 화물하역임무를 수행하는 것으로 아군을 지원하였다.
2010년 3월에 여단으로 재편성되었다.
2004년 인도양 지진해일로 극심한 피해를 입은 태국에 인도주의적 구호작전을 위해 전개하였다.
2011년, 재난구호를 위해 도모다치 작전에도 참가하였다.

## 부대
- 제835수송대대 - 일본 오키나와현 나하 항만시설
- 제836수송대대 - 일본 가나가와현 요코하마항 북부부두(미즈호 부두)
- 제837수송대대 - 대한민국 대구광역시 캠프 헨리
- 괌 분견대
- 싱가포르 분견대

## 기록

### 계보
- 1984년 10월 1일, Transportation Terminal Command Far East→극동수송터미널사령부
- 1991년 7월, Military Traffic Management Command, Pacific (MTMC, Pacific)→태평양 군사교통관리사령부
- 1997년 10월, 599th Transportation Group (Terminal)→제599수송단 (터미널)
- 2010년 3월, 599th Transportation Brigade (Terminal)→제599수송여단 (터미널)

### 스트리머
| 스트리머          | 기간                             | 비고                                                           |
| ----------------- | -------------------------------- | -------------------------------------------------------------- |
| 육군 공로부대표창 | 2004년 6월 14일 ~ 2005년 2월 2일 | 2007년 12월 18일                                               |
| 육군 공로부대표창 | 2007년 11월 9일 ~ 2008년 5월 6일 | 제599수소터미널단, 육군부 영구명령 2011년 10월 14일 제287-30호 |

## 참고
1. ↑  “Permanent Orders 287-30” (PDF) (영어). Fort Knox, KY: United States Army Human Resources Command. 2011년 10월 14일. 2019년 11월 7일에 확인함.